# بطولة تونس لكرة السلة للرجال 1961–62
بطولة تونس لكرة السلة للرجال 1961–62 هو الموسم رقم 7 من بطولة تونس لكرة السلة للرجال.

فاز بهذا الموسم طلائع تونس.

## روابط خارجية
- الموقع الرسمي للجامعة التونسية لكرة السلة.